# Malin Härenstam
Malin Arwin Härenstam, född 22 september 1973 i Kalmar domkyrkoförsamling i Kalmar län, är en svensk TV-journalist som också varit kommunikationsdirektör och stabschef vid Statens veterinärmedicinska anstalt. 

## Biografi
Härenstam har ett förflutet som programledare på Rapport och var anställd på Sveriges Television under ett drygt decennium. Innan dess arbetade hon som studioreporter på Ekot och under flera år som programledare på TV4. Härenstam började sin journalistiska karriär i USA där hon arbetade som nyhetsreporter i Washington DC. Hon har journalistexamina från International Business School i USA, svensk journalistutbildning och folkhögskola samt magisterexamen i statsvetenskap vid Uppsala universitet.

## Familj
Malin Härenstam är uppvuxen i Åhus i Skåne och är sondotterdotter till författaren Inga Arwin-Lindskog. Hon är sedan 2005 gift med Chris Härenstam och tillsammans har de tre barn.